# Mali Potočec
Mali Potočec falu Horvátországban Kapronca-Kőrös megyében. Közigazgatásilag Kőröshöz tartozik.

## Fekvése
Kőröstől 3 km-re északkeletre fekszik.

## Története
1857-ben 94, 1910-ben 193 lakosa volt. Trianonig Belovár-Kőrös vármegye Körösi járásához tartozott. 2001-ben 163 lakosa volt.

## Nevezetességei
Nursiai Szent Benedek tiszteletére szentelt kápolnája.

## Külső hivatkozások
Körös város hivatalos oldala